# تسنيم مطر
تسنيم هاني مطر محمد (1998) هي ممثلة مصرية من مواليد القاهرة، بدات حياتها الفنية عام 2014 وقدمت عدد من المسلسلات ، وشاركت في بعض الأفلام المصرية.

## أعمالها

### مسلسلاتها
• كوبرا (2024) إيناس
- رمضان كريم الجزء 2(2023)
- وبينا ميعاد (2023): ليلى.[2][3]
- في كل أسبوع حكاية (2022)
- زي القمر ج 2 (2021)
- إلا أنا ج2 (2021): نور
- موسى (2021): نبيهة
- نجيب زاهي زركش (2021)
- ورا كل باب (2021)
- بخط الإيد (2020): فرح
- بلا دليل (2019)
- حدوتة مُرة (2019): مرة
- زي الشمس (2019): ساندي
- للحب فرصة أخيرة (2018): رباب
- رمضان كريم (2017): هبة
- ظل الرئيس (2017): صديقة أيتن
- فيفا أطاطا (2014)

### افلام
- الاسكندراني ( 2024 )